# Марни Макбин
Марни Макбин (енгл. Marnie McBean; Ванкувер, 28. јануар 1968) је бивши канадски веслач и трострука освајачица златне олимпијске медаље.

## Биографија
Рођена је 28. јануара 1968. у Ванкуверу. Дипломирала је на Универзитету Западни Онтарио. Такмичила се на Летњим олимпијским играма 1992. у дублу, освајајући златне медаље. Године 1994. је освојила први женски турнир у синглу Princess Royal Challenge Cup.
На Летњим олимпијским играма 1996. се такмичила у дублу, освојивши златну медаљу и четворо, освојивши бронзу. Са својом дугогодишњом партнерком у веслању Кетлин Хедл је освојила три златне олимпијске медаље. Освојила је сребрну медаљу на Светском првенству 1993. године. На Летњим олимпијским играма 2000. је представљала Канаду у синглу.
Након путовања у Аустралију, повредила је леђа које је на крају оперисала и због тога се повукла са Олимпијских игара и међународног такмичења. Након повлачења из каријере почела је да се изјашњава као лезбејка. Своју партнерку је упознала 2010. са којом се венчала априла 2014. Имају ћерку Изабел.

### Награде и признања
Године 1997. је примљена у Канадску спортску кућу славних и одликована је медаљом за заслуге. Медаљу Томаса Келера је добила 2002. од Међународне веслачке федерације за изузетну каријеру у међународном веслању. Године 2013. је одликована Орденом Канаде. Награду Бонхам центра је добила 2015. за допринос унапређењу и образовању питања везаних за сексуалну идентификацију.
Именована је за капитена канадског тима на Олимпијским играма 2020.